# Улази слободан човек
„Улази слободан човек” је југословенски ТВ филм из 1971. године. Режирао га је Вук Бабић а сценарио је написао Том Стопард

## Улоге
| Глумац                     | Улога |
| -------------------------- | ----- |
| Драгољуб Милосављевић Гула |       |
| Снежана Никшић             |       |
| Бранка Петрић              |       |
| Гојко Шантић               |       |
| Никола Симић               |       |
| Бора Тодоровић             |       |
| Рената Улмански            |       |
| Стево Жигон                |       |